# Poder Superior
Poder Superior (do inglês: "Higher Power", abreviado como HP) é um termo usado nos Alcoólicos Anônimos (AA), Narcóticos Anônimos (NA) e outros grupos de ajuda mútua que seguem o programa de 12 passos. Esses grupos também usam as frases "um poder maior do que nós" e "Deus do nosso entendimento" como sinônimos. O termo é intencionalmente vago porque o programa não está vinculado a uma religião ou tradição espiritual específica. Dessa forma, as pessoas podem interpretá-lo como qualquer divindade, ser supremo, outra concepção de Deus ou até mesmo coisas não sobrenaturais, como o próprio programa de 12 passos.

## Definição e uso
No uso atual do programa de 12 passos, um poder superior pode ser qualquer coisa que as pessoas considerem adequada, sendo portanto uma escolha individual. Exemplos comumente relatados incluem o próprio programa de 12 passos, a natureza, consciência, liberdade existencial, Deus em um sentido amplo, Buda e até mesmo a matemática ou a ciência. Os grupos de apoio consideram que enquanto esse poder superior seja "maior" do que a pessoa em recuperação, as únicas condições necessárias são que ela seja amorosa, atenciosa e capaz de ajudar a superar o sofrimento causado pelo alcoolismo, toxicodependência e outras adicções.

### Alcoólicos Anônimos
Os termos poder superior e poder maior que nós aparecem muitas vezes no "Grande Livro". Por exemplo:Citação: 
- "Viemos a acreditar que um poder maior do que nós mesmos poderia devolver-nos à sanidade."[7]
- "A pessoa alcólatra, em certos momentos, não tem nenhuma defesa mental eficaz contra o primeiro gole. Exceto em alguns casos, nem ele nem qualquer outro ser humano pode oferecer essa defesa. Sua defesa deve vir de um Poder Superior".[8]
- "Siga as orientações de um Poder Superior e você em breve viverá em um mundo novo e maravilhoso, não importa quais sejam suas circunstâncias atuais!".[9]

### Narcóticos Anônimos
É citado no folheto Uma outra perspectiva:
- "O propósito dos Doze Passos de Narcóticos Anônimos torna-se claro, à medida que descobrimos que a dependência de um Poder Superior, tal como cada um de nós O compreende, nos traz autorrespeito e autoconfiança".[10]

## Críticas

### Grupos não religiosos
O foco em um Poder Superior nos programas de doze passos tem sido alvo de críticas constantes de grupos sem religião, que veem o conceito como fundamentalmente religioso por natureza, mesmo quando não se refere a uma divindade ou tradição religiosa específica. O fundador do Projeto de Terapia Secular [en], Darrel Ray, classifica os programas de 12 passos como "religião disfarçada de tratamento", e ações judiciais contestaram a participação obrigatória destes programas, mesmo após a adoção formal da linguagem do "Poder Superior".

### Cristãos
A ONG Celebrate Recovery foi fundada por um grupo de cristãos que se opõe ao conceito de poder superior, considerando-o muito vago.Em grupos cristãos derivados do programa de doze passos, Jesus Cristo é reconhecido como único poder superior aceito.

## Na cultura popular
- O romance infantil The Higher Power of Lucky [en], vencedor da Medalha Newbery em 2007, narra a história de uma menina que busca orientação em seu poder superior, conceito que ela conheceu por meio de um grupo que segue o programa de doze passos.
- O grupo de rock Boston gravou uma música chamada "Higher Power", que aborda o tema da adicção e foi incluída em seu álbum Greatest Hits (1997).
- Durante o discurso de posse na conferência realizada em junho de 2008, o presidente dos Estados Unidos, George W. Bush, disse: "Tem de haver um poder superior".[16]